# Гідрологічна пам'ятка природи

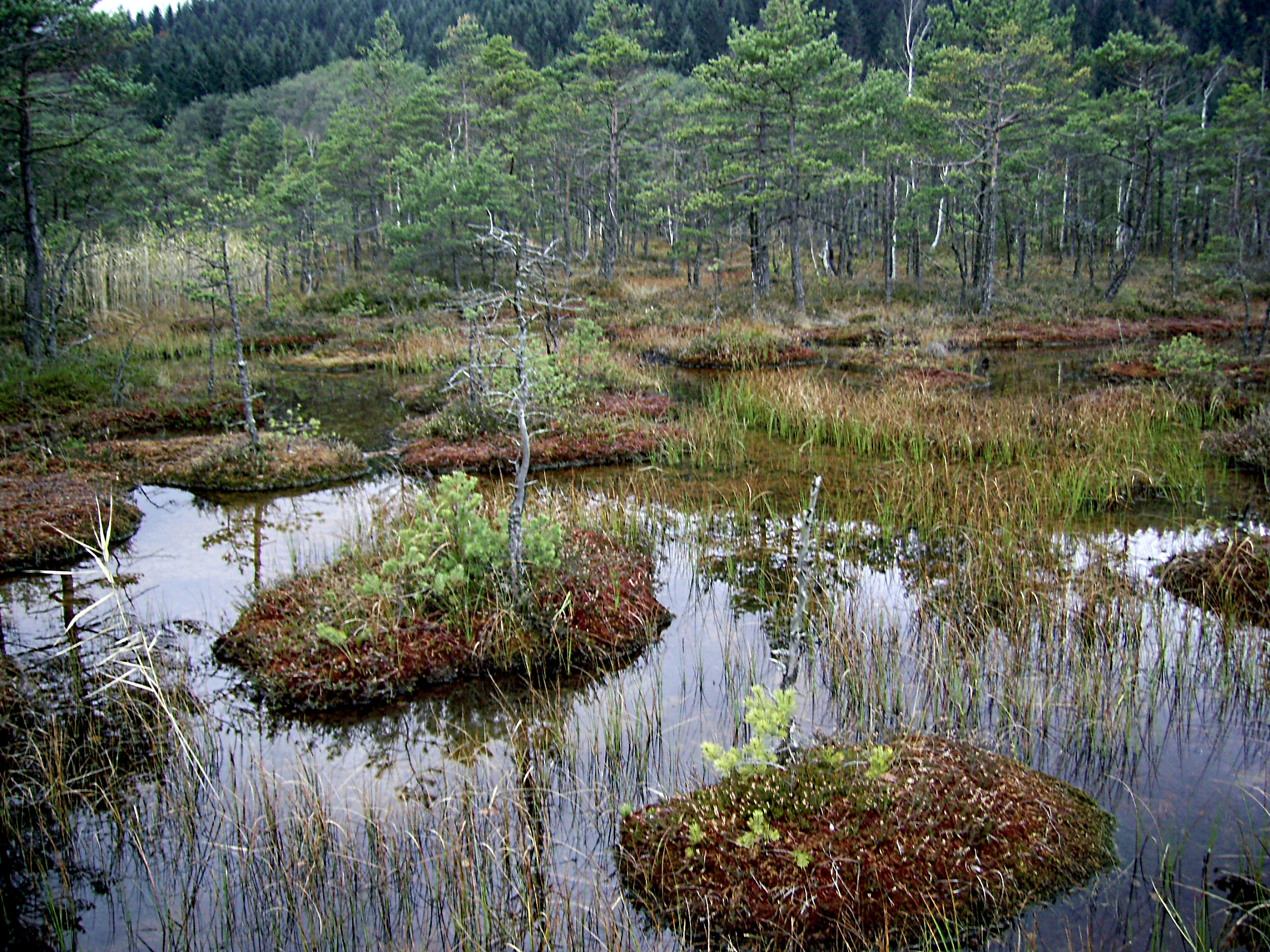
Гідрологічна пам'ятка природи загальнодержавного значення «Болото Ширковець»

Гідрологі́чна па́м'ятка приро́ди — природоохоронна територія, пам'ятка природи, яка охоплює водні об'єкти (водойми, водоспади, джерела і т. д.), що мають наукову, культурно-пізнавальну або естетичну цінність і охороняються державою. Гідрологічні пам'ятки природи бувають загальнодержавного або місцевого значення.